# Hypopyra grandimacula
Hypopyra grandimacula är en fjärilsart som beskrevs av W. Warren 1913. Hypopyra grandimacula ingår i släktet Hypopyra och familjen nattflyn. Inga underarter finns listade i Catalogue of Life.